# 하이커우 메이란 국제공항
하이커우 메이란 국제공항(중국어: 海口美兰国际机场, IATA: HAK, ICAO: ZJHK)은 중화인민공화국 하이난성 하이커우 시에 위치한 국제공항이다. 1993년 12월 착공하여, 1999년 5월 25일 영업을 시작했다. 이 공항은 2000년 12월 덴마크 코펜하겐공항그룹과 중국 해남항공그룹 등이 자본을 투자하여 설립한 후 2003년 국제공항으로 승격되었으며, 현재 홍콩시장에 H주로 상장되어 있다. 2006년 12월 말 기준 국제선의 경우는 홍콩, 일본, 한국 등 총 9개 노선으로 적은 편이지만, 중국 최고의 관광휴양지로 손꼽히는 지역적 배경을 기반으로 향후 관광객 증가에 따른 성장이 기대되는 기업이다. 중국민용항공총국 발표에 의하면 이 공항은 2006년 말 기준 승객처리능력이 연간 930만명으로 중국 국내 공항 중 8위에 해당한다.

## 개요
공항 터미널의 공간은 60,200 평방미터이며 45개의 체크인 카운터와 11개의 보안 체크포인트가 있다. 공항에는 565명의 직원들이 있다.
신 국제 터미널은 2013년 8월 14일에 개통되었다. 기존 터미널의 동쪽에 위치한 이 신 에이프런은 국제선 용량을 이전 3편에서 10편으로 늘렸다. 신 터미널의 건설은 2011년 4월 18일에 시작되었다.
증가하는 승객의 흐름 수요를 충족시키기 위해, 2016년부터 프로젝트의 2단계가 시작되었다.
이 프로젝트의 새로 건설된 비행 구역은 4F의 등급이 있으며 새로운 3600(1,1811피트)의 장거리 활주로, 2개의 평행 유도로와 접촉 도로 시스템이 건설된다. 296,000평방미터에 달하는 새로운 T2 터미널과 59개의 좌석을 갖춘 다양한 종류의 플랫폼을 건설하는데 총 144억 6천 8백 8십 만 위안이 투자될 것이다. 이 프로젝트의 건설 목표는 2025년까지 연간 3,500만 명의 승객 처리량과 40만 톤의 연간 화물 및 우편 처리량을 충족시키는 것이다.
프로젝트는 기본적으로 2018년 12월에 완료될 예정이다. 전자기계설비 설치 및 시운전도 2019년에 시작해 같은 해 말에 실시된다.

## 연혁
- 1993년 12월 : 착공.
- 1999년 5월 25일 : 정식 개항.
- 2002년 : 하이커우 메이란 국제기장 유한 책임 회사로 홍콩 주식 거래소에 상장.

## 운항 노선

### 국제선
| 항공사             | 도착지 |
| ------------------ | --- |
| 하이난 항공        | 멜버른, 방콕(수완나품), 모스크바(셰레메티예보), 시드니, 시아누크빌, 싱가포르, 오사카(간사이), 타이베이(도원), 오클랜드 |
| 에어부산           | 부산 |
| 이스타항공         | 청주 |
| 제주항공           | 서울(인천) |
| 캐세이 드래곤 항공 | 홍콩 |
| 홍콩 항공          | 홍콩 |
| 중화항공           | 타이베이(도원) |
| 원동항공           | 가오슝 |
| SCAT 항공          | 알마티 |
| 베트남 항공        | 하노이, 호치민 |
| 말레이시아 항공    | 쿠알라룸푸르 |
| 말린도 항공        | 조호르바루, 쿠알라룸푸르, 페낭                                                                                         |
| 에어아시아         | 쿠알라룸푸르 |
| 스쿠트             | 싱가포르 |
| 타이 라이온 에어   | 파타야(우타파오) |
| 로열 브루나이 항공 | 반다르스리브가완 |

### 국내선
| 항공사                 | 도착지 |
| ---------------------- | --- |
| 주위안 항공            | 광저우, 난징, 샤오양, 안순, 창사, 하얼빈, 첸장 |
| 에어 창안              | 시안 |
| 중국국제항공           | 베이징(수도), 상하이(푸둥), 우한, 청두, 충칭, 후허하오터 |
| 중국동방항공           | 난닝, 뤼저우, 베이징(수도), 시안, 우한, 지에양, 창사, 타이위안 |
| 중국남방항공           | 광저우, 난징, 난창, 다롄, 란저우, 베이징(수도), 상하이(푸둥), 샤먼, 선양, 선전, 스좌좡, 원저우, 우루무치, 인촨, 정저우, 쿤밍, 창사, 창춘, 청두, 충칭, 타이위안, 톈진, 하얼빈, 항저우, 후허하오터 |
| 베이징 캐피탈 항공     | 구이양, 구이린, 닝보, 란저우, 린이, 메이시안, 베이징(수도), 스좌좡, 시안, 우한, 원저우, 이창, 인촨, 정저우, 지난, 칭다오, 하얼빈, 항저우, 황산, 허페이, 후허하오터 |
| 차이나 유나이티드 항공 | 포산 |
| 컬러풀 구이저우 항공   | 구이양, 다저우, 베이하이 |
| 둥하이 항공            | 난닝, 난퉁, 선전, 정저우, 주하이, 창사 |
| 푸저우 항공            | 푸저우, 하얼빈, 이창 |
| 하이난 항공            | 광저우, 구이린, 구이양, 난닝, 난징, 난창, 다롄, 리펀, 만달레이, 몐양, 바오터우, 베이징(수도), 상하이(푸둥), 산샤(용싱), 샤먼, 선양, 선전, 스좌좡, 쑤저우, 시닝, 시안, 안칭, 우루무치, 우한, 유린, 이닝, 인촨, 잉커우, 잔장, 정저우, 지난, 지에양, 쿤밍, 톈진, 창사, 청두, 충칭, 칭다오, 취안저우, 타이위안, 톈진, 하얼빈, 항저우, 헝양, 후허하오터, 허페이 |
| 허베이 항공            | 롄윈강, 스좌좡, 지에양, 준이(쑤저우) |
| GX 항공                | 난닝, 란저우, 롱난, 뤄양, 루저우, 만달레이, 바이써, 스옌, 시창, 완저우, 지닝, 쿤밍, 타이위안, 청더, 푸양, 한단 |
| 장시 항공              | 난창 |
| 준야오 항공            | 상하이(푸둥), 시안, 준이(마오탈) |
| 룽에어                 | 샹양, 신저우, 하얼빈 |
| 럭키 에어              | 간저우, 난창, 쿤밍, 청두 |
| 오케이 항공            | 선전, 옌청, 톈진, 취안저우 |
| 칭다오 항공            | 란저우, 창춘, 톈진 |
| 산둥 항공              | 구이양, 닝보, 지난, 샤먼, 창사, 취저우, 칭다오 |
| 상하이 항공            | 징강산, 상하이(푸둥, 훙차오), 원저우, 창춘 |
| 선전 항공              | 난징, 난닝, 난창, 선양, 선전, 이춘, 정저우, 창저우, 하얼빈 |
| 쓰촨 항공              | 시안, 타이위안, 톈진, 청두, 충칭, 화이안 |
| 톈진 항공              | 구이양, 난징, 난닝, 난양, 류저우, 메이시안, 상하이(푸둥), 시안, 웨양, 잔장, 정저우, 준이(신저우), 지에양, 징더전, 쿤밍, 톈진, 창사, 화이화, 허페이 |
| 우루무치 항공          | 우루무치, 몐양 |
| 서부항공               | 충칭 |
| 샤먼 항공              | 샤먼, 톈진, 취안저우, 푸저우, 항저우, 하얼빈 |

## 같이 보기
- 중화인민공화국의 공항 목록